# Meta baywanga
Meta baywanga är en spindelart som beskrevs av Alberto Barrion och James A. Litsinger 1995. Meta baywanga ingår i släktet Meta och familjen käkspindlar.
Artens utbredningsområde är Filippinerna. Inga underarter finns listade i Catalogue of Life.